# Jean-Luc Pépin
Pour les articles homonymes, voir Pépin.
Jean-Luc Pépin, né le 1er novembre 1924 et mort le 30 septembre 1995, est un commentateur politique, professeur et homme politique fédéral du Québec (Canada).

## Biographie
Né à Drummondville dans la région du Centre-du-Québec, il fut un professeur de science politique à l'Université d'Ottawa
Élu député du Parti libéral du Canada dans la circonscription de Drummond—Arthabaska en 1963, il servit dans les cabinets de Lester B. Pearson et de Pierre E. Trudeau comme ministre sans portefeuille en 1965, des Mines et des Relevés techniques de 1965 à 1966, de l'Énergie, des Mines et des Ressources de 1966 à 1968, du Commerce par intérim en 1968, du Commerce de 1968 à 1969 et de l'Industrie et du Commerce de 1969 à 1972. Il servit également comme secrétaire parlementaire du ministre du Commerce de 1963 à 1965. Réélu en 1965 et dans Drummond en 1968, il est défait en 1972.
Lors de sa défaite en 1972, le premier ministre Trudeau le nomme au Bureau anti-inflation. En 1977, il est nommé avec l'ancien premier ministre ontarien John Robarts à la tête de Task Force on Canadian Unity, un organisme créé par le gouvernement fédéral en réponse à l'élection du Parti québécois lors des élections québécoises de 1976. Cette commission recommande entre autres d'inclure les droits linguistiques dans la Constitution canadienne et de réduire l'ensemble des pouvoirs fédéraux excepté ceux en liens avec la gestion économique. L'organisme recommanda aussi de remplacer le Sénat du Canada par un Conseil de la Fédération dont les membres seraient nommés par les gouvernent provinciaux. L'idée d'un Conseil de la Fédération sera reprise en 2003 par le premier ministre québécois Jean Charest. La commission défendit aussi l'idée que les provinces aient la possibilité de se prononcer sur les nominations à la Cour suprême du Canada. La plupart de ces recommandations furent rejetées par le gouvernement fédéral et ne firent pas leur apparition dans la nouvelle Constitution de 1982.
À nouveau élu dans Ottawa—Carleton en 1979, il sera réélu en 1980 lors du retour au pouvoir des Libéraux. Durant son mandat, il servit comme ministre d'État des Relations extérieures en 1983 et ministre des Transports de 1980 à 1983, responsable de la Francophonie et des Relations extérieures de 1983 à 1984. Il se retira de la vie politique après un chirurgie cardiaque en 1984, il retourna à l'Université d'Ottawa comme compagnon de l'Institut de l'ordre public.
Nommé compagnon de l'Ordre du Canada en 1977, il fut honoré du titre de Le très honorable en 1992.
Il a été le premier canadien à diriger la section canadienne de la Commission trilatérale.
Il meurt à Ottawa à l'âge de 70 ans, deux mois avant son 71e anniversaire.

## Archives
Il y a un fonds d'archives Jean-Luc Pepin à Bibliothèque et Archives Canada. 